# Raf Luca
Raf Luca, pseudonimo di Luca Raffone (Castellammare di Stabia, 1º aprile 1947), è un attore italiano.

## Biografia
In diversi film ha potuto esibire le sue notevoli qualità di contorsionista, per via delle sue braccia molto lunghe. Una delle sue gag tipiche consisteva nell'afferrarsi la testa incrociando le braccia dietro il collo.

## Filmografia
- 4 marmittoni alle grandi manovre, regia di Marino Girolami (1974)
- Buttiglione diventa capo del servizio segreto, regia di Mino Guerrini (1975)
- Il giustiziere di mezzogiorno, regia di Mario Amendola (1975)
- Squadra antiscippo, regia di Bruno Corbucci (1976)
- La pretora, regia di Lucio Fulci (1976)
- Donna... cosa si fa per te, regia di Giuliano Biagetti (1976)
- Messalina, Messalina!, regia di Bruno Corbucci (1977)
- La cameriera seduce i villeggianti, regia di Aldo Grimaldi (1980)
- La compagna di viaggio, regia di Ferdinando Baldi (1980)
- Vigili e vigilesse, regia di Franco Prosperi (1982)
- Pronto... Lucia, regia di Ciro Ippolito (1982)